# Cosío (Cantabria)

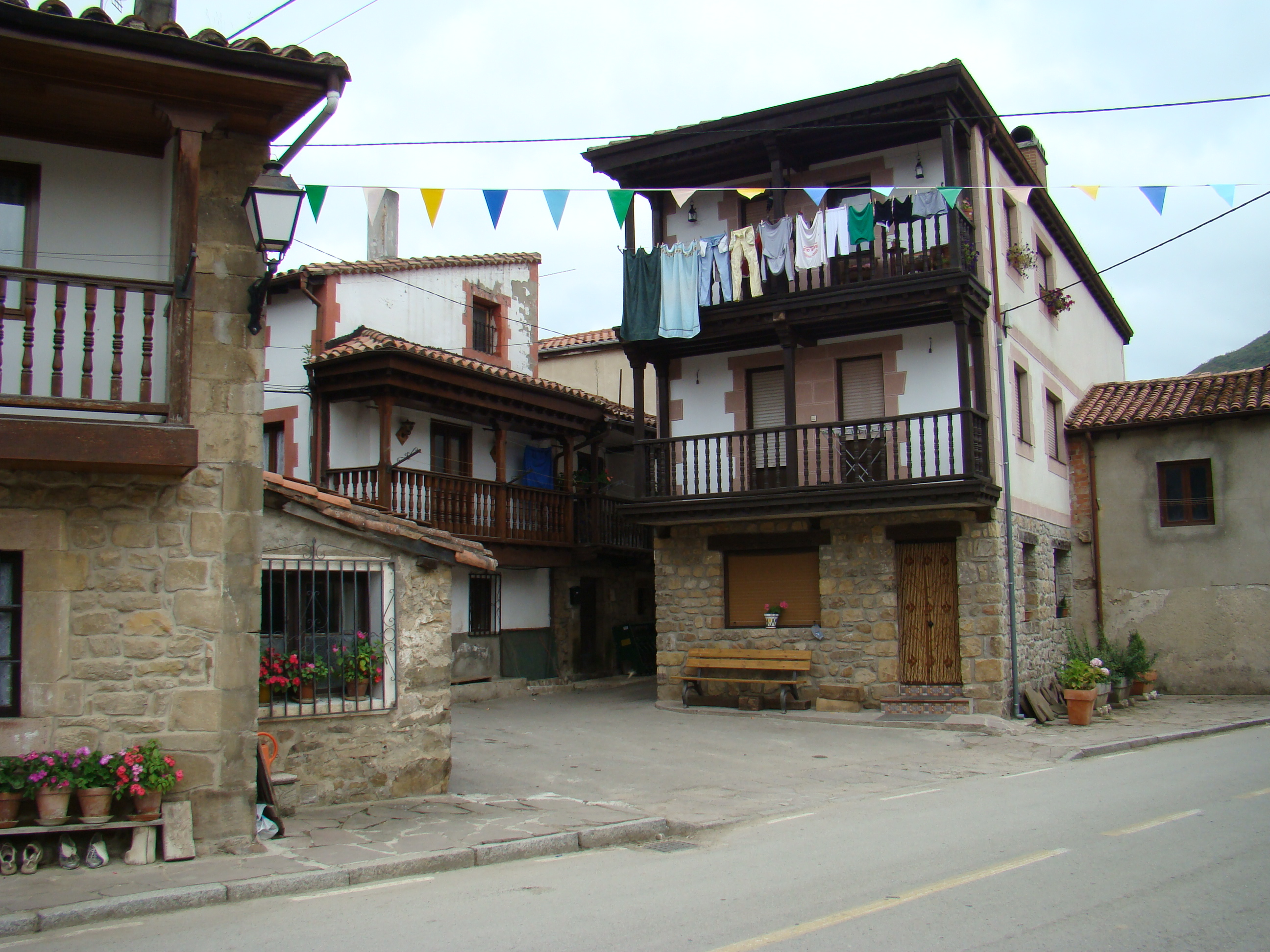
Arquitectura popular en Cosío.

Cosío es una localidad del municipio de Rionansa (Cantabria, España). Tiene una población de 173 habitantes (INE 2014). La localidad se encuentra a 217 metros de altitud sobre el nivel del mar, y a dos kilómetros y medio de la capital municipal, Puentenansa. En esta localidad se une el río Vendul al río Nansa. En 2016 recibió el premio al pueblo de Cantabria 2016.

## Lugares de interés
- Área recreativa del Sel, a 4 kilómetros por una pista asfaltada donde esta la Ermita en honor a la Virgen del Carmen, Barbacoas, mesas, bancos, bolera, fuente.
- Pozo Verde, en el río Vendul dirección San Sebastián de Garabandal está el pozo donde se bañan los mozos del pueblo.
- La Picota.
- El Canto de la Coterilla.
- El Tarreru.

## Festividades
- Nuestra Señora del Carmen (16 de julio). Comienza el fin de semana anterior con la celebración de la Virgen del Sel en la que se realizan diferentes actos en la Braña del Sel. Son conocidas las fiestas por la calidad de las orquestas y por ello tienen un afluencia de gente muy importante.
- San Miguel (29 de septiembre). Festividad por el patrón del pueblo. Es además la fiesta también del Ayuntamiento de Rionansa. La fiesta dura varios días. Importante la feria ganadera en el prado Socollo situado en Cosio, el mismo día de San Miguel, de tradición en toda la región. Ese día todo tipo de actos y folclore popular (concurso de trovas y cebillas, arrastre, actividades deportivas, etc. El día 1 de octubre son las finales del torneo de bolos para jugadores de primera categoría que es celebrado en la bolera de Cosío.

## Patrimonio arquitectónico
Destaca su patrimonio civil, con tres casonas vinculadas al linaje de los Cosío, apellido que deriva de esta localidad y que está, sobre todo, difundido por Cantabria, tanto bajo esta grafía como en la de Cossío:
- Casona del siglo XVIII, incluida en el mismo Inventario por resolución de 16 de abril de 2001. Se encuentra situada en la salida del pueblo, hacia San Sebastián de Garabandal. Se trata de una edificación que responde a los modelos de la arquitectura tradicional solariega del siglo XVIII. Tiene como anexo una capilla en la que puede verse la fecha de construcción: 1723.
- Casona blasonada de los Cosío, incluida en el Inventario General del Patrimonio Cultural de Cantabria, como Bien Inventariado, por resolución de 9 de diciembre de 2003. Esta Casa blasonada, denominada «La Torre» o solar de los Cosío, se encuentra situada en el centro de la población, próxima al río Vendul. Es cuadrada y tiene tejado a cuatro aguas. En la fachada puede verse una solana con balaustres y blasón barroco. Data del siglo XVII.
- Casa de La Panda, se encuentra a la entrada del pueblo y data del siglo XVIII.

En cuanto al patrimonio religioso, cabe mencionar la iglesia parroquial, dedicada a San Miguel Arcángel. Es del siglo XVII.
En esta localidad nació el pintor José Gallego Cuenca. Y el escritor Luís Rodríguez, autor de las novelas "La herida se mueve" (2015, Tropo editores), "Novienvre" (2013, KRK ediciones) y "La soledad del cometa" (2009, KRK ediciones) y ganador del II Premio "Luis Adaro" de Relato Corto (2008).
Recientemente ha aparecido en la zona del "Torracu" una torre medieval cuya datación con Carbono 14 la ha ubicado en el S.XI-XII. Dicha torre fue descubierta en el año 2007 por tres vecinos Antonio Lobeto, J.Alberto Lanza y Pedro González actual presidente y alcalde. Posteriormente el hallazgo sería verificado por los arqueólogos Lino Merino y Javier Marcos.

## Premios a la localidad
La localidad de Cosío fue galardonada con el Premio Pueblo de Cantabria en 2016.

| Predecesor: Villaescusa | Premio Pueblo de Cantabria 2016 | Sucesor: Mogrovejo |